# Холл, Эдит
Эдит Холл (англ. Edith Hall; род. 1959) — британский антиковед, эллинист. Доктор философии (1988). Профессор Кингс-колледжа Лондонского университета, член Академии Европы (2014).
«Guardian» в 2011 году называет её одним из ведущих классицистов страны и гомероведов мира. Отмечена Erasmus Medal (2015), почётный доктор Афинского ун-та (2017).

## Биография
Родилась в семье англиканского священника.
Окончила Оксфорд (бакалавр, 1982). Степень доктора философии (DPhil) получила там же в 1988 году.
Работала в Кембридже, Рединге, Оксфорде (Сомервиль-колледж), Дареме.
С 2006 года профессор классической филологии Лондонского университета, с 2012 года — его Кингс-колледжа.
В 2011 году она подала в отставку в знак протеста против бюджетных сокращений. «Серьёзный университет не может быть без античных штудий», — заявила Э. Холл тогда. Ныне профессор кафедры классики и Центра эллинических штудий Кингс-колледжа.
В 2012 году президент Гилфордской классической ассоциации.
Она также является председателем Gilbert Murray Trust.
Выступает в СМИ — на радио, телевидении, и в прессе. Консультирует профессиональные театральные постановки. Стиль её лекций называют забавным. Путешественница.
Замужем за независимым журналистом Ричардом Пойндером (Richard Poynder). Две дочери.
Удостоена Erasmus Medal Европейской академии (2015).
Почётный доктор Афинского ун-та (2017).
Опубликовала более 20 книг по древнегреческой литературе и культуре.
Её первая монография — Inventing the Barbarian (1989) (на основе докторской диссертации).
Её книга «Adventures with Iphigenia in Tauris» отмечена Гудвиновской наградой за заслуги 2015 года.
«The Ancient Greeks: Ten Ways they Shaped the Modern World» посвящена древнегреческой истории от ок. 1600 года до н. э. до 400 года н. э.